# بخش پاناما
پاناما یک بخش در استان پاناما در کشور پاناما است. جمعیت آن طبق سرشماری سال ۲۰۱۰، ۸۸۰۶۹۱ نفر بود. آخرین برآورد رسمی (در سال ۲۰۱۹) که طبق آن جمعیت این بخش ۱٬۱۸۳٬۳۳۳ نفر می‌باشد. مساحت این بخش ۲۰۳۱ کیلومتر مربع در ناحیه پاناما سیتی است.

## تقسیمات اداری
بخش پاناما از نظر اداری به بخش‌های زیر تقسیم می‌شود:
| - ۲۴ دسامبر - انکون - بلا ویستا - بتانی - کالیدونیا - چیلیبر - کوروندو - ال چوریلو - خوان دیاز - لاس کومبرس - لاس مانانیتاس - پاکورا | - پارک لوفور - پدرگال - شهر جدید - ریو آباخو - سن فیلیپه - سانفرانسیسکو - سان مارتین - سانتا آنا - توکومن - الکالاد دایز - ارنستو کوردوبا کامپوس - کائمیتیلو |